# George Karlaftis
George Matthew Karlaftis III (griechisch Γιώργος Καρλάφτης, geboren am 3. April 2001 in Athen, Griechenland) ist ein griechisch-amerikanischer American-Football-Spieler auf der Position des Defensive Ends. Er spielte College Football für die Purdue University und wurde im NFL Draft 2022 in der ersten Runde von den Kansas City Chiefs ausgewählt. Mit den Chiefs gewann Karlaftis den Super Bowl LVII sowie den Super Bowl LVIII.

## Frühe Jahre und College
Karlaftis wurde im griechischen Athen geboren und wuchs dort in seinen ersten 13 Lebensjahren auf, bis sein Vater 2014 infolge eines Herzinfarkts unerwartet verstarb. Daraufhin zog seine Mutter mit ihm und seinen drei jüngeren Geschwistern zurück in ihre US-amerikanische Heimatstadt West Lafayette, Indiana. In Griechenland spielte Karlaftis Wasserball bei Panathinaikos Athen und war Torwart des griechischen U16-Nationalteams.
In den Vereinigten Staaten besuchte er die West Lafayette Junior-Senior High School. Er spielte Basketball und gewann zweimal die Staatsmeisterschaften im Kugelstoßen in seiner Altersklasse. Zudem begann Karlaftis, American Football zu spielen. Er erzielte in seiner Highschool-Karriere 41 Sacks und 109,5 Tackles mit Raumverlust. Karlaftis nahm am U.S. Army All-American Bowl teil und wurde als American Family Insurance Defensive Player of the Year ausgezeichnet.
Ab 2019 ging Karlaftis auf die Purdue University und spielte dort College Football für die Purdue Boilermakers. Er war bereits als Freshman Stammspieler und erzielte in zwölf Spielen 7,5 Sacks, womit er zusammen mit Derrick Barnes den Bestwert in seinem Team aufstellte, sowie 17 Tackles für Raumverlust. In der Saison 2020 kam er in drei Spielen auf zwei Sacks und vier Tackles, anschließend fiel er wegen einer Beinverletzung und später wegen eines positiven Tests auf COVID-19 aus, sodass er zu keinem weiteren Einsatz kam. In der Saison 2021 erzielte Karlaftis 39 Tackles, davon zehn für Raumverlust, und 4,5 Sacks. Zudem konnte er vier Pässe abwehren, zwei Fumbles erzwingen, zwei Fumbles erobern und einen Touchdown erzielen. Er wurde in das All-Star-Team der Big Ten Conference gewählt. Nach der Saison gab Karlaftis seine Anmeldung für den NFL Draft 2022 bekannt.
Sein jüngerer Bruder Yanni Karlaftis spielte als Linebacker ab 2021 ebenfalls Football für Purdue.

## NFL
Karlaftis wurde im NFL Draft 2022 an 30. Stelle von den Kansas City Chiefs ausgewählt. Er bestritt in seiner ersten NFL-Saison alle 17 Spiele als Starter. Zunächst gelang Karlaftis in den ersten zehn Spielen lediglich ein halber Sack, in den letzten sieben Spielen der Saison war er mit 5,5 Sacks wesentlich erfolgreicher und verzeichnete damit insgesamt 6,0 Sacks. Er zog mit den Chiefs in den Super Bowl LVII ein, den sie mit 38:35 gegen die Philadelphia Eagles gewannen. Damit gewann Karlaftis als erster in Griechenland geborener Spieler einen Super Bowl. In der Saison 2023 verzeichnete Karlaftis mit 10,5 Sacks in der Regular Season den geteilten Bestwert in seinem Team. Er zog mit den Chiefs erneut in den Super Bowl ein, im Super Bowl LVIII besiegte Kansas City die San Francisco 49ers mit 25:22 nach Overtime. Karlaftis eroberte dabei im ersten Drive des Spiels einen Fumble der 49ers. In der Saison 2024 erreichte Karlaftis zum dritten Mal in Folge mit den Chiefs den Super Bowl. In den Play-offs verzeichnete er drei Sacks beim Sieg gegen die Houston Texans in der Divisional Round.

### NFL-Statistiken
| Saison                             | Saison | Spiele | Spiele      | Tackles | Tackles | Tackles | Tackles | Interceptions | Interceptions | Interceptions | Interceptions | Interceptions | Fumbles | Fumbles | Fumbles |
| Jahr                               | Team   | Spiele | als Starter | Gesamt  | Solo    | Ast     | Sacks   | PD            | INT           | Yds           | Lng           | TD            | FF      | FR      | TD      |
| ---------------------------------- | ------ | ------ | ----------- | ------- | ------- | ------- | ------- | ------------- | ------------- | ------------- | ------------- | ------------- | ------- | ------- | ------- |
| 2022                               | KC     | 17     | 17          | 33      | 18      | 15      | 6,0     | 7             | 0             | 0             | 0             | 0             | 0       | 2       | 0       |
| 2023                               | KC     | 16     | 16          | 47      | 29      | 18      | 10,5    | 3             | 0             | 0             | 0             | 0             | 1       | 0       | 0       |
| 2024                               | KC     | 16     | 11          | 35      | 21      | 14      | 8,0     | 5             | 0             | 0             | 0             | 0             | 0       | 0       | 0       |
| Gesamt                             | Gesamt | 49     | 44          | 115     | 68      | 47      | 24,5    | 15            | 0             | 0             | 0             | 0             | 1       | 2       | 0       |
| Quelle: pro-football-reference.com |        |        |             |         |         |         |         |               |               |               |               |               |         |         |         |